# ليلى الوهابي
ليلى وهابي الوهابي Leila Ouahabi (من مواليد 22 مارس 1993) هي لاعبة كرة قدم إسبانية من أصول مغربية، تلعب حاليًا في نادي مانشستر سيتي والمنتخب الإسباني لكرة القدم كظهير أيسر.
ولد وهابي في كاتالونيا، ولعبت كرة القدم للشباب مع برشلونة قبل أن تصبح لاعب الفريق الأول لموسم 2011-12. غادرت برشلونة للانضمام إلى فالنسيا في عام 2013، قبل أن تعود إلى النادي في عام 2016. وقد فازت بالعديد من الجوائز مع برشلونة، والتي تشمل دوري أبطال أوروبا للسيدات، الدوري الممتاز، وكأس الملكة. وغادرت برشلونة لتنضم إلى مانشستر سيتي للسيدات في صيف 2022.
لاعبة دولية كاملة منذ عام 2016، وقد مثلت وهابي منتخب إسبانيا في كأس العالم للسيدات 2019 وبطولة أمم أوروبا للسيدات 2022.

## البطولات
نادي برشلونة للسيدات
- الدوري الإسباني لكرة القدم للسيدات: 2011–12، 2012–13، 2019–20  [لغات أخرى]‏، 2020–21  [لغات أخرى]‏، 2021–22
- دوري أبطال أوروبا للسيدات: 2020–21  [لغات أخرى]‏[2]
- Copa de la Reina  [لغات أخرى]‏: 2011، 2013، 2017، 2018، 2019–20، 2020–21، 2021–22
- Supercopa Femenina  [لغات أخرى]‏: 2019–20، 2021–22
- Copa Catalunya  [لغات أخرى]‏: 2017, 2018, 2019

إسبانيا
- كأس الغارفي: 2017  [لغات أخرى]‏

## روابط خارجية
- ليلى الوهابي على موقع الاتحاد الدولي (مؤرشف)  (الإنجليزية)
- ليلى الوهابي على موقع الاتحاد الأوربي (الإنجليزية)
- ليلى الوهابي على موقع إي إس بي إن إف سي (الإنجليزية)
- ليلى الوهابي على موقع قاعدة بيانات كرة القدم.إي يو (الإنجليزية)
- ليلى الوهابي على موقع Soccerway.com (الإنجليزية)
- ليلى الوهابي على موقع عالم كرة القدم.نت (الإنجليزية)